# Coupe du monde féminine de rugby à XV 2025
Navigation
Coupe du monde 2021 Coupe du monde 2029
La dixième édition de la Coupe du monde féminine de rugby à XV (officiellement la Coupe du monde de rugby 2025) a lieu du 22 août au 27 septembre 2025, en Angleterre. La formule est remaniée avec un élargissement à seize équipes.

## Organisation

### Villes et stades
En août 2023, huit sites sont confirmés pour la Coupe du monde 2025,.
L'engouement public est sans précédent : en mars 2025, l'organisation annonce avoir vendu 275 000 billets, un record absolu dans l'histoire de la compétition. À quelques jours du match d'ouverture, la finale est annoncée à guichets fermés, avec en plus un total de 375 000 billets vendus pour l'ensemble de la compétition.
| Londres            | Sunderland         | [[Fichier:United Kingdom England adm location map.svg\|250px\|{{#if:\|{{{alt}}}\|Coupe du monde féminine de rugby à XV 2025 est dans la page Angleterre.]]Twickenham Stadium of Light Ashton Gate Stadium Brighton & Hove Albion Stadium Sandy Park Franklin's Gardens Salford Community Stadium York Community Stadium | Brighton and Hove              | Bristol                |
| Twickenham Stadium | Stadium of Light   | [[Fichier:United Kingdom England adm location map.svg\|250px\|{{#if:\|{{{alt}}}\|Coupe du monde féminine de rugby à XV 2025 est dans la page Angleterre.]]Twickenham Stadium of Light Ashton Gate Stadium Brighton & Hove Albion Stadium Sandy Park Franklin's Gardens Salford Community Stadium York Community Stadium | Brighton & Hove Albion Stadium | Ashton Gate Stadium    |
| Capacité : 82 000  | Capacité : 48 707  | [[Fichier:United Kingdom England adm location map.svg\|250px\|{{#if:\|{{{alt}}}\|Coupe du monde féminine de rugby à XV 2025 est dans la page Angleterre.]]Twickenham Stadium of Light Ashton Gate Stadium Brighton & Hove Albion Stadium Sandy Park Franklin's Gardens Salford Community Stadium York Community Stadium | Capacité : 31 800              | Capacité : 26 387      |
|                    |                    | [[Fichier:United Kingdom England adm location map.svg\|250px\|{{#if:\|{{{alt}}}\|Coupe du monde féminine de rugby à XV 2025 est dans la page Angleterre.]]Twickenham Stadium of Light Ashton Gate Stadium Brighton & Hove Albion Stadium Sandy Park Franklin's Gardens Salford Community Stadium York Community Stadium |                                |                        |
| Exeter             | Northampton        | [[Fichier:United Kingdom England adm location map.svg\|250px\|{{#if:\|{{{alt}}}\|Coupe du monde féminine de rugby à XV 2025 est dans la page Angleterre.]]Twickenham Stadium of Light Ashton Gate Stadium Brighton & Hove Albion Stadium Sandy Park Franklin's Gardens Salford Community Stadium York Community Stadium | Manchester                     | York                   |
| Sandy Park         | Franklin's Gardens | [[Fichier:United Kingdom England adm location map.svg\|250px\|{{#if:\|{{{alt}}}\|Coupe du monde féminine de rugby à XV 2025 est dans la page Angleterre.]]Twickenham Stadium of Light Ashton Gate Stadium Brighton & Hove Albion Stadium Sandy Park Franklin's Gardens Salford Community Stadium York Community Stadium | Salford Community Stadium      | York Community Stadium |
| Capacité : 15 000  | Capacité : 15 148  | [[Fichier:United Kingdom England adm location map.svg\|250px\|{{#if:\|{{{alt}}}\|Coupe du monde féminine de rugby à XV 2025 est dans la page Angleterre.]]Twickenham Stadium of Light Ashton Gate Stadium Brighton & Hove Albion Stadium Sandy Park Franklin's Gardens Salford Community Stadium York Community Stadium | Capacité : 11 404              | Capacité : 8 510       |
|                    |                    | [[Fichier:United Kingdom England adm location map.svg\|250px\|{{#if:\|{{{alt}}}\|Coupe du monde féminine de rugby à XV 2025 est dans la page Angleterre.]]Twickenham Stadium of Light Ashton Gate Stadium Brighton & Hove Albion Stadium Sandy Park Franklin's Gardens Salford Community Stadium York Community Stadium |                                |                        |

En décembre 2023, il est annoncé que l'Angleterre, pays hôte, ouvre le tournoi au Stadium of Light de Sunderland et que la finale a lieu au stade de Twickenham, à Londres.
En juin 2024, World Rugby confirme que les quarts de finale sont partagés entre le Sandy Park et l'Ashton Gate Stadium, tandis qu'Ashton Gate accueillerait les deux demi-finales.

## Participants

### Qualifications
Le Canada, l'Angleterre, la France et la Nouvelle-Zélande sont directement qualifiés après avoir terminé parmi les quatre premiers lors de la Coupe du monde 2021. Les places restantes sont pourvues via le WXV et les compétitions régionales en 2024. Seize équipes sont qualifiées, un élargissement par rapport aux éditions précédentes.
- Tournoi des Six Nations : l'équipe la mieux classée (hors Angleterre et France) est qualifiée avec le statut « Europe 1 » ;
- Championnat d'Asie : le vainqueur est qualifié avec le statut « Asie 1 » ;
- Championnat d'Océanie : le vainqueur est qualifié avec le statut « Océanie 1 » ;
- Coupe d'Afrique : le vainqueur est qualifié avec le statut « Afrique 1 » ;
- l'Amérique du Sud qualifie une équipe sur une modalité à définir, et qui aura le statut de « Amérique du Sud 1 » ;
- Pacific Four Series : l'équipe la mieux classée (hors Canada et Nouvelle-Zélande) est qualifiée avec le statut « P4 » ;
- WXV : les six équipes les mieux classées et non encore qualifiées obtiennent les six places restantes.

#### Nations qualifiées
| Afrique                    | Amériques                                                               | Europe | Océanie                                                                      | Asie           |
| -------------------------- | ----------------------------------------------------------------------- | --- | ---------------------------------------------------------------------------- | -------------- |
| Afrique du Sud (Afrique 1) | Canada (demi-finaliste 2021) États-Unis (P4) Brésil (Amérique du Sud 1) | Angleterre (hôte + finaliste 2021) France (demi-finaliste 2021) Irlande (Europe 1) Écosse (WXV) Italie (WXV) Pays de Galles (WXV) Espagne (WXV) | Nouvelle-Zélande (tenant 2021) Australie (WXV) Fidji (Océanie 1) Samoa (WXV) | Japon (Asie 1) |

### Tirage au sort des poules
Le tirage au sort a lieu le 17 octobre 2024. Les équipes sont réparties en quatre chapeaux dont la constitution est simplement déterminée par le classement World Rugby (chapeau 1 pour les équipes classées 1 à 4, chapeau 2 pour les équipes 5 à 8, etc.).
| Poule A - Angleterre - Australie - États-Unis - Samoa | Poule B - Canada - Écosse - Pays de Galles - Fidji | Poule C - Nouvelle-Zélande - Irlande - Japon - Espagne | Poule D - France - Italie - Afrique du Sud - Brésil |

### Arbitres
Le 15 mai 2025, World Rugby annonce officiellement la liste des arbitres pour la compétition.
Liste des douze arbitres de champs
| Rugby Europe                                                                            | Oceania Rugby                                          | Rugby Afrique          | Rugby Americas North |
| --------------------------------------------------------------------------------------- | ------------------------------------------------------ | ---------------------- | -------------------- |
| - Hollie Davidson - Sara Cox - Aurélie Groizeleau - Lauren Jenner (it) - Clara Munarini | - Ella Goldsmith - Maggie Cogger-Orr - Natarsha Ganley | - Aimee Barrett-Theron | - Kat Roche          |

## Règlement
Points de classement en poule :
- Victoire : 4 points ;
- Nul : 2 points ;
- Défaite : 0 point ;
- Défaite par 7 points d’écart ou moins : 1 point ;
- 4 essais marqués ou plus : 1 point.

## Premier tour
- Qualifié pour les quarts de finale.

### Poule A
| Rang | Pays       | J | V | N | D | Bo | Bd | Pm | Pe | Diff | Pts |
| ---- | ---------- | - | - | - | - | -- | -- | -- | -- | ---- | --- |
| 1    | Angleterre | 0 | 0 | 0 | 0 | 0  | 0  | 0  | 0  | 0    | 0   |
| 2    | Australie  | 0 | 0 | 0 | 0 | 0  | 0  | 0  | 0  | 0    | 0   |
| 3    | États-Unis | 0 | 0 | 0 | 0 | 0  | 0  | 0  | 0  | 0    | 0   |
| 4    | Samoa      | 0 | 0 | 0 | 0 | 0  | 0  | 0  | 0  | 0    | 0   |

#### 1rejournée
| 22 août 2025 19 h 30 BST | Angleterre | – | États-Unis | Stadium of Light, Sunderland Arbitre : Aimee Barrett-Theron |
| 22 août 2025 19 h 30 BST | Rapport    |   |            | Stadium of Light, Sunderland Arbitre : Aimee Barrett-Theron |
| 22 août 2025 19 h 30 BST |            |   |            | Stadium of Light, Sunderland Arbitre : Aimee Barrett-Theron |

| 23 août 2025 12 h BST | Australie | – | Samoa | Salford Community Stadium, Salford Arbitre : Lauren Jenner (it) |
| 23 août 2025 12 h BST | Rapport   |   |       | Salford Community Stadium, Salford Arbitre : Lauren Jenner (it) |
| 23 août 2025 12 h BST |           |   |       | Salford Community Stadium, Salford Arbitre : Lauren Jenner (it) |

#### 2ejournée
| 30 août 2025 17 h BST | Angleterre | – | Samoa | Franklin's Gardens, Northampton Arbitre : Maggie Cogger-Orr |
| 30 août 2025 17 h BST | Rapport    |   |       | Franklin's Gardens, Northampton Arbitre : Maggie Cogger-Orr |
| 30 août 2025 17 h BST |            |   |       | Franklin's Gardens, Northampton Arbitre : Maggie Cogger-Orr |

| 30 août 2025 19 h 30 BST | États-Unis | – | Australie | York Community Stadium, York Arbitre : Sara Cox |
| 30 août 2025 19 h 30 BST | Rapport    |   |           | York Community Stadium, York Arbitre : Sara Cox |
| 30 août 2025 19 h 30 BST |            |   |           | York Community Stadium, York Arbitre : Sara Cox |

#### 3ejournée
| 6 septembre 2025 13 h 30 BST | États-Unis | – | Samoa | York Community Stadium, York Arbitre : Natarsha Ganley |
| 6 septembre 2025 13 h 30 BST | Rapport    |   |       | York Community Stadium, York Arbitre : Natarsha Ganley |
| 6 septembre 2025 13 h 30 BST |            |   |       | York Community Stadium, York Arbitre : Natarsha Ganley |

| 6 septembre 2025 17 h BST | Angleterre | – | Australie | Brighton & Hove Albion Stadium, Brighton Arbitre : Aurélie Groizeleau |
| 6 septembre 2025 17 h BST | Rapport    |   |           | Brighton & Hove Albion Stadium, Brighton Arbitre : Aurélie Groizeleau |
| 6 septembre 2025 17 h BST |            |   |           | Brighton & Hove Albion Stadium, Brighton Arbitre : Aurélie Groizeleau |

### Poule B
| Rang | Pays           | J | V | N | D | Bo | Bd | Pm | Pe | Diff | Pts |
| ---- | -------------- | - | - | - | - | -- | -- | -- | -- | ---- | --- |
| 1    | Canada         | 0 | 0 | 0 | 0 | 0  | 0  | 0  | 0  | 0    | 0   |
| 2    | Écosse         | 0 | 0 | 0 | 0 | 0  | 0  | 0  | 0  | 0    | 0   |
| 3    | Fidji          | 0 | 0 | 0 | 0 | 0  | 0  | 0  | 0  | 0    | 0   |
| 4    | Pays de Galles | 0 | 0 | 0 | 0 | 0  | 0  | 0  | 0  | 0    | 0   |

#### 1rejournée
| 23 août 2025 14 h 45 BST | Écosse  | – | Pays de Galles | Salford Community Stadium, Salford Arbitre : Maggie Cogger-Orr |
| 23 août 2025 14 h 45 BST | Rapport |   |                | Salford Community Stadium, Salford Arbitre : Maggie Cogger-Orr |
| 23 août 2025 14 h 45 BST |         |   |                | Salford Community Stadium, Salford Arbitre : Maggie Cogger-Orr |

| 23 août 2025 17 h 30 BST | Canada  | – | Fidji | York Community Stadium, York Arbitre : Aurélie Groizeleau |
| 23 août 2025 17 h 30 BST | Rapport |   |       | York Community Stadium, York Arbitre : Aurélie Groizeleau |
| 23 août 2025 17 h 30 BST |         |   |       | York Community Stadium, York Arbitre : Aurélie Groizeleau |

#### 2ejournée
| 30 août 2025 12 h BST | Canada  | – | Pays de Galles | Salford Community Stadium, Salford Arbitre : Hollie Davidson |
| 30 août 2025 12 h BST | Rapport |   |                | Salford Community Stadium, Salford Arbitre : Hollie Davidson |
| 30 août 2025 12 h BST |         |   |                | Salford Community Stadium, Salford Arbitre : Hollie Davidson |

| 30 août 2025 14 h 45 BST | Écosse  | – | Fidji | Salford Community Stadium, Salford Arbitre : Lauren Jenner (it) |
| 30 août 2025 14 h 45 BST | Rapport |   |       | Salford Community Stadium, Salford Arbitre : Lauren Jenner (it) |
| 30 août 2025 14 h 45 BST |         |   |       | Salford Community Stadium, Salford Arbitre : Lauren Jenner (it) |

#### 3ejournée
| 6 septembre 2025 12 h BST | Canada  | – | Écosse | Sandy Park, Exeter Arbitre : Aimee Barrett-Theron |
| 6 septembre 2025 12 h BST | Rapport |   |        | Sandy Park, Exeter Arbitre : Aimee Barrett-Theron |
| 6 septembre 2025 12 h BST |         |   |        | Sandy Park, Exeter Arbitre : Aimee Barrett-Theron |

| 6 septembre 2025 14 h 45 BST | Pays de Galles | – | Fidji | Sandy Park, Exeter Arbitre : Kat Roche |
| 6 septembre 2025 14 h 45 BST | Rapport        |   |       | Sandy Park, Exeter Arbitre : Kat Roche |
| 6 septembre 2025 14 h 45 BST |                |   |       | Sandy Park, Exeter Arbitre : Kat Roche |

### Poule C
| Rang | Pays             | J | V | N | D | Bo | Bd | Pm | Pe | Diff | Pts |
| ---- | ---------------- | - | - | - | - | -- | -- | -- | -- | ---- | --- |
| 1    | Espagne          | 0 | 0 | 0 | 0 | 0  | 0  | 0  | 0  | 0    | 0   |
| 2    | Irlande          | 0 | 0 | 0 | 0 | 0  | 0  | 0  | 0  | 0    | 0   |
| 3    | Japon            | 0 | 0 | 0 | 0 | 0  | 0  | 0  | 0  | 0    | 0   |
| 4    | Nouvelle-Zélande | 0 | 0 | 0 | 0 | 0  | 0  | 0  | 0  | 0    | 0   |

#### 1rejournée
| 24 août 2025 12 h BST | Irlande | – | Japon | Franklin's Gardens, Northampton Arbitre : Clara Munarini |
| 24 août 2025 12 h BST | Rapport |   |       | Franklin's Gardens, Northampton Arbitre : Clara Munarini |
| 24 août 2025 12 h BST |         |   |       | Franklin's Gardens, Northampton Arbitre : Clara Munarini |

| 24 août 2025 17 h 30 BST | Nouvelle-Zélande | – | Espagne | York Community Stadium, York Arbitre : Ella Goldsmith |
| 24 août 2025 17 h 30 BST | Rapport          |   |         | York Community Stadium, York Arbitre : Ella Goldsmith |
| 24 août 2025 17 h 30 BST |                  |   |         | York Community Stadium, York Arbitre : Ella Goldsmith |

#### 2ejournée
| 31 août 2025 12 h BST | Irlande | – | Espagne | Franklin's Gardens, Northampton Arbitre : Kat Roche |
| 31 août 2025 12 h BST | Rapport |   |         | Franklin's Gardens, Northampton Arbitre : Kat Roche |
| 31 août 2025 12 h BST |         |   |         | Franklin's Gardens, Northampton Arbitre : Kat Roche |

| 31 août 2025 14 h BST | Nouvelle-Zélande | – | Japon | Sandy Park, Exeter Arbitre : Aurélie Groizeleau |
| 31 août 2025 14 h BST | Rapport          |   |       | Sandy Park, Exeter Arbitre : Aurélie Groizeleau |
| 31 août 2025 14 h BST |                  |   |       | Sandy Park, Exeter Arbitre : Aurélie Groizeleau |

#### 3ejournée
| 7 septembre 2025 12 h BST | Japon   | – | Espagne | York Community Stadium, York Arbitre : Sara Cox |
| 7 septembre 2025 12 h BST | Rapport |   |         | York Community Stadium, York Arbitre : Sara Cox |
| 7 septembre 2025 12 h BST |         |   |         | York Community Stadium, York Arbitre : Sara Cox |

| 7 septembre 2025 14 h 45 BST | Nouvelle-Zélande | – | Irlande | Brighton & Hove Albion Stadium, Brighton Arbitre : Hollie Davidson |
| 7 septembre 2025 14 h 45 BST | Rapport          |   |         | Brighton & Hove Albion Stadium, Brighton Arbitre : Hollie Davidson |
| 7 septembre 2025 14 h 45 BST |                  |   |         | Brighton & Hove Albion Stadium, Brighton Arbitre : Hollie Davidson |

### Poule D
| Rang | Pays           | J | V | N | D | Bo | Bd | Pm | Pe | Diff | Pts |
| ---- | -------------- | - | - | - | - | -- | -- | -- | -- | ---- | --- |
| 1    | Afrique du Sud | 0 | 0 | 0 | 0 | 0  | 0  | 0  | 0  | 0    | 0   |
| 2    | Brésil         | 0 | 0 | 0 | 0 | 0  | 0  | 0  | 0  | 0    | 0   |
| 3    | France         | 0 | 0 | 0 | 0 | 0  | 0  | 0  | 0  | 0    | 0   |
| 4    | Italie         | 0 | 0 | 0 | 0 | 0  | 0  | 0  | 0  | 0    | 0   |

#### 1rejournée
| 23 août 2025 20 h 15 BST | France  | – | Italie | Sandy Park, Exeter Arbitre : Sara Cox |
| 23 août 2025 20 h 15 BST | Rapport |   |        | Sandy Park, Exeter Arbitre : Sara Cox |
| 23 août 2025 20 h 15 BST |         |   |        | Sandy Park, Exeter Arbitre : Sara Cox |

| 24 août 2025 14 h 45 BST | Afrique du Sud | – | Brésil | Franklin's Gardens, Northampton Arbitre : Hollie Davidson |
| 24 août 2025 14 h 45 BST | Rapport        |   |        | Franklin's Gardens, Northampton Arbitre : Hollie Davidson |
| 24 août 2025 14 h 45 BST |                |   |        | Franklin's Gardens, Northampton Arbitre : Hollie Davidson |

#### 2ejournée
| 31 août 2025 15 h 30 BST | Italie  | – | Afrique du Sud | York Community Stadium, York Arbitre : Ella Goldsmith |
| 31 août 2025 15 h 30 BST | Rapport |   |                | York Community Stadium, York Arbitre : Ella Goldsmith |
| 31 août 2025 15 h 30 BST |         |   |                | York Community Stadium, York Arbitre : Ella Goldsmith |

| 31 août 2025 16 h 45 BST | France  | – | Brésil | Sandy Park, Exeter Arbitre : Natarsha Ganley |
| 31 août 2025 16 h 45 BST | Rapport |   |        | Sandy Park, Exeter Arbitre : Natarsha Ganley |
| 31 août 2025 16 h 45 BST |         |   |        | Sandy Park, Exeter Arbitre : Natarsha Ganley |

#### 3ejournée
| 7 septembre 2025 14 h BST | Italie  | – | Brésil | Franklin's Gardens, Northampton Arbitre : Maggie Cogger-Orr |
| 7 septembre 2025 14 h BST | Rapport |   |        | Franklin's Gardens, Northampton Arbitre : Maggie Cogger-Orr |
| 7 septembre 2025 14 h BST |         |   |        | Franklin's Gardens, Northampton Arbitre : Maggie Cogger-Orr |

| 7 septembre 2025 16 h 45 BST | France  | – | Afrique du Sud | Franklin's Gardens, Northampton Arbitre : Clara Munarini |
| 7 septembre 2025 16 h 45 BST | Rapport |   |                | Franklin's Gardens, Northampton Arbitre : Clara Munarini |
| 7 septembre 2025 16 h 45 BST |         |   |                | Franklin's Gardens, Northampton Arbitre : Clara Munarini |

## Phase à élimination directe

### Tableau final
|  | Quarts de finale            | Quarts de finale           | Quarts de finale            | Quarts de finale           |   |   | Demi-finales                | Demi-finales                | Demi-finales                   | Demi-finales                   |                                |                                | Finale                         | Finale                         | Finale                         | Finale                         |
|  |                             |                            |                             |                            |   |   |                             |                             |                                |                                |                                |                                |                                |                                |                                |                                |
|  | 13 septembre 2025 - Exeter  | 13 septembre 2025 - Exeter | 13 septembre 2025 - Exeter  | 13 septembre 2025 - Exeter |   |   | 19 septembre 2025 - Bristol | 19 septembre 2025 - Bristol | 19 septembre 2025 - Bristol    | 19 septembre 2025 - Bristol    |                                |                                | 27 septembre 2025 - Twickenham | 27 septembre 2025 - Twickenham | 27 septembre 2025 - Twickenham | 27 septembre 2025 - Twickenham |
|  | 13 septembre 2025 - Exeter  | 13 septembre 2025 - Exeter | 13 septembre 2025 - Exeter  | 13 septembre 2025 - Exeter |   |   | 19 septembre 2025 - Bristol | 19 septembre 2025 - Bristol | 19 septembre 2025 - Bristol    | 19 septembre 2025 - Bristol    |                                |                                | 27 septembre 2025 - Twickenham | 27 septembre 2025 - Twickenham | 27 septembre 2025 - Twickenham | 27 septembre 2025 - Twickenham |
|  | C1                          | -                          | -                           | -                          |   |   | 19 septembre 2025 - Bristol | 19 septembre 2025 - Bristol | 19 septembre 2025 - Bristol    | 19 septembre 2025 - Bristol    |                                |                                | 27 septembre 2025 - Twickenham | 27 septembre 2025 - Twickenham | 27 septembre 2025 - Twickenham | 27 septembre 2025 - Twickenham |
|  | C1                          | -                          | -                           | -                          |   |   | 19 septembre 2025 - Bristol | 19 septembre 2025 - Bristol | 19 septembre 2025 - Bristol    | 19 septembre 2025 - Bristol    |                                |                                | 27 septembre 2025 - Twickenham | 27 septembre 2025 - Twickenham | 27 septembre 2025 - Twickenham | 27 septembre 2025 - Twickenham |
|  | D2                          | -                          | -                           | -                          |   |   | 19 septembre 2025 - Bristol | 19 septembre 2025 - Bristol | 19 septembre 2025 - Bristol    | 19 septembre 2025 - Bristol    |                                |                                | 27 septembre 2025 - Twickenham | 27 septembre 2025 - Twickenham | 27 septembre 2025 - Twickenham | 27 septembre 2025 - Twickenham |
|  | D2                          | -                          | -                           | -                          | - | - | -                           | -                           |                                |                                |                                |                                | 27 septembre 2025 - Twickenham | 27 septembre 2025 - Twickenham | 27 septembre 2025 - Twickenham | 27 septembre 2025 - Twickenham |
|  | 13 septembre 2025 - Bristol |                            |                             |                            | - | - | -                           | -                           |                                |                                |                                |                                | 27 septembre 2025 - Twickenham | 27 septembre 2025 - Twickenham | 27 septembre 2025 - Twickenham | 27 septembre 2025 - Twickenham |
|  |                             |                            | -                           | -                          | - | - |                             |                             |                                |                                |                                |                                | 27 septembre 2025 - Twickenham | 27 septembre 2025 - Twickenham | 27 septembre 2025 - Twickenham | 27 septembre 2025 - Twickenham |
|  | B1                          | -                          | -                           | -                          | - | - | -                           | -                           |                                |                                |                                |                                | 27 septembre 2025 - Twickenham | 27 septembre 2025 - Twickenham | 27 septembre 2025 - Twickenham | 27 septembre 2025 - Twickenham |
|  | B1                          | -                          | 20 septembre 2025 - Bristol |                            |   |   | -                           | -                           |                                |                                |                                |                                | 27 septembre 2025 - Twickenham | 27 septembre 2025 - Twickenham | 27 septembre 2025 - Twickenham | 27 septembre 2025 - Twickenham |
|  | A2                          | -                          | -                           | -                          |   |   |                             |                             |                                |                                |                                |                                | 27 septembre 2025 - Twickenham | 27 septembre 2025 - Twickenham | 27 septembre 2025 - Twickenham | 27 septembre 2025 - Twickenham |
|  | A2                          | -                          | -                           | -                          | - | - | -                           | -                           |                                |                                |                                |                                |                                |                                |                                |                                |
|  | 14 septembre 2025 - Exeter  |                            |                             |                            | - | - | -                           | -                           |                                |                                |                                |                                |                                |                                |                                |                                |
|  |                             |                            | -                           | -                          | - | - |                             |                             |                                |                                |                                |                                |                                |                                |                                |                                |
|  | D1                          | -                          | -                           | -                          | - | - | -                           | -                           |                                |                                |                                |                                |                                |                                |                                |                                |
|  | D1                          | -                          |                             |                            |   |   |                             |                             |                                |                                |                                |                                |                                |                                |                                |                                |
|  | C2                          | -                          | -                           | -                          |   |   |                             |                             |                                |                                |                                |                                |                                |                                |                                |                                |
|  | C2                          | -                          | -                           | -                          | - | - | -                           | -                           | Match pour la troisième place  | Match pour la troisième place  | Match pour la troisième place  | Match pour la troisième place  |                                |                                |                                |                                |
|  | 14 septembre 2025 - Bristol |                            |                             |                            | - | - | -                           | -                           | Match pour la troisième place  | Match pour la troisième place  | Match pour la troisième place  | Match pour la troisième place  |                                |                                |                                |                                |
|  |                             |                            | -                           | -                          | - | - |                             |                             | 27 septembre 2025 - Twickenham | 27 septembre 2025 - Twickenham | 27 septembre 2025 - Twickenham | 27 septembre 2025 - Twickenham |                                |                                |                                |                                |
|  | A1                          | -                          | -                           | -                          | - | - | -                           | -                           | 27 septembre 2025 - Twickenham | 27 septembre 2025 - Twickenham | 27 septembre 2025 - Twickenham | 27 septembre 2025 - Twickenham |                                |                                |                                |                                |
|  | A1                          | -                          |                             |                            |   |   |                             | -                           |                                |                                | -                              | -                              | -                              | -                              |                                |                                |
|  | B2                          | -                          | -                           | -                          |   |   |                             |                             |                                |                                | -                              | -                              | -                              | -                              |                                |                                |
|  | B2                          | -                          | -                           | -                          | - | - | -                           | -                           |                                |                                |                                |                                |                                |                                |                                |                                |
|  |                             |                            |                             |                            |   |   |                             |                             |                                |                                |                                |                                |                                |                                |                                |                                |

### Quarts de finale
| 13 septembre 2025 12 h 30 BST | 1er poule C | – | 2e poule D | Sandy Park, Exeter |
| 13 septembre 2025 12 h 30 BST |             |   |            | Sandy Park, Exeter |
| 13 septembre 2025 12 h 30 BST |             |   |            | Sandy Park, Exeter |

| 13 septembre 2025 16 h BST | 1er poule B | – | 2e poule A | Ashton Gate Stadium, Bristol |
| 13 septembre 2025 16 h BST |             |   |            | Ashton Gate Stadium, Bristol |
| 13 septembre 2025 16 h BST |             |   |            | Ashton Gate Stadium, Bristol |

| 14 septembre 2025 12 h 30 BST | 1er poule D | – | 2e poule C | Sandy Park, Exeter |
| 14 septembre 2025 12 h 30 BST |             |   |            | Sandy Park, Exeter |
| 14 septembre 2025 12 h 30 BST |             |   |            | Sandy Park, Exeter |

| 14 septembre 2025 16 h BST | 1er poule A | – | 2e poule B | Ashton Gate Stadium, Bristol |
| 14 septembre 2025 16 h BST |             |   |            | Ashton Gate Stadium, Bristol |
| 14 septembre 2025 16 h BST |             |   |            | Ashton Gate Stadium, Bristol |

### Demi-finales
| 19 septembre 2025 19 h BST |  | – |  | Ashton Gate Stadium, Bristol |
| 19 septembre 2025 19 h BST |  |   |  | Ashton Gate Stadium, Bristol |
| 19 septembre 2025 19 h BST |  |   |  | Ashton Gate Stadium, Bristol |

| 20 septembre 2025 15 h 30 BST |  | – |  | Ashton Gate Stadium, Bristol |
| 20 septembre 2025 15 h 30 BST |  |   |  | Ashton Gate Stadium, Bristol |
| 20 septembre 2025 15 h 30 BST |  |   |  | Ashton Gate Stadium, Bristol |

### Match pour la troisième place
| 27 septembre 2025 12 h 30 BST |  | – |  | Stade de Twickenham, Londres |
| 27 septembre 2025 12 h 30 BST |  |   |  | Stade de Twickenham, Londres |
| 27 septembre 2025 12 h 30 BST |  |   |  | Stade de Twickenham, Londres |

### Finale
| 27 septembre 2025 16 h BST |  | – |  | Stade de Twickenham, Londres |
| 27 septembre 2025 16 h BST |  |   |  | Stade de Twickenham, Londres |
| 27 septembre 2025 16 h BST |  |   |  | Stade de Twickenham, Londres |